# Wehnelt

Secció, que mostra com un Wehnelt enfoca les emissions a la punta del filament i serveix de lent electroestàtica convergent

Un cilindre de Wehnelt o simplement Wehnelt, és un elèctrode del conjunt d'un canó d'electrons d'alguns dispositius termionics, usats per a l'enfocament i el control del feix d'electrons. Porta el nom de Arthur Rudolph Berthold Wehnelt, un físic alemany, que el va inventar durant els anys 1902 i 1903. Els cilindres de Wehnelt es troben als canons d'electrons dels tubs de raigs catòdics, en el microscopi electrònic i en altres aplicacions on es cal enfocar un feix d'electrons.

## Estructura
Un Wehnelt té la forma d'un cilindre buit destapat. El costat inferior del cilindre té una obertura (a través del forat) situat al seu centre, amb un diàmetre que normalment oscil·la entre 200 i 1200 μm. La cara inferior del cilindre sol estar feta amb platí o làmina de tàntal.

## Operació
Un Wehnelt actua com a reixa de control i també serveix com a lent electroestàtica. Un emissor d'electrons està situat directament per sobre de l'obertura de Wehnelt i un ànode es troba a sota del Wehnelt. L'ànode està esbiaixat a una alta tensió positiva (normalment +1 a +30 kV) respecte a l'emissor per tal d'accelerar els electrons des de l'emissor cap a l'anode, creant així un feix d'electrons que passa a través de l'obertura de Wehnelt.
El Wehnelt està esbiaixat a una tensió negativa (generalment de -200V a -300V) en relació amb l'emissor, que sol ser un filament tungstè o hexaborur de lantan (LaB₆) càtode calent amb una punta en forma de "V" ("en punxa"). Aquesta tensió de biaix crea un camp electroestàtic repulsiu que suprimeix l'emissió d'electrons de la majoria de zones del càtode.
La punta de l'emissor es col·loca prop de l'obertura de Wehnelt de manera que, quan s'apliqui una tensió de biaix adequada al Wehnelt, una petita regió de la punta té un camp elèctric net (a causa tant de l'atracció dels ànodes com de la repulsió de Wehnelt) que permet l'emissió només de la zona de la punta. El voltatge de biaix de Wehnelt determina l'àrea d'emissió de la punta, que al seu torn determina tant el corrent de feix com la mida efectiva de la font d'electrons del feix.
A mesura que augmenta la tensió de polarització de Wehnelt, l'àrea emissora de la punta (i juntament amb ella, el diàmetre i el corrent del feix) disminuirà fins que es faci tan petita que el feix es quedi “pessic”. En un funcionament normal, el biaix es defineix lleugerament més positivament que el biaix de pessigada i es determina mitjançant un equilibri entre la qualitat de la biga desitjada i el corrent del feix.
El biaix de Wehnelt controla l'enfocament del feix, així com la mida efectiva de la font d'electrons, essencial per crear un feix d'electrons que s'ha de centrar en un punt molt petit (per a la microscòpia electrònica d'escaneig) o un feix molt paral·lel (per a la difracció). Tot i que es pot imaginar una font menor a un punt més petit, o un feix més paral·lel, una obertura evident és un corrent de feix total menor.